# Minna Japha
Minna Japha, auch Theres Josepha Japha, ab 1860 Minna Witting (* 11. April 1828 in Hamburg; † 19. Juni 1882 in Dresden), war eine deutsche Malerin.

## Leben

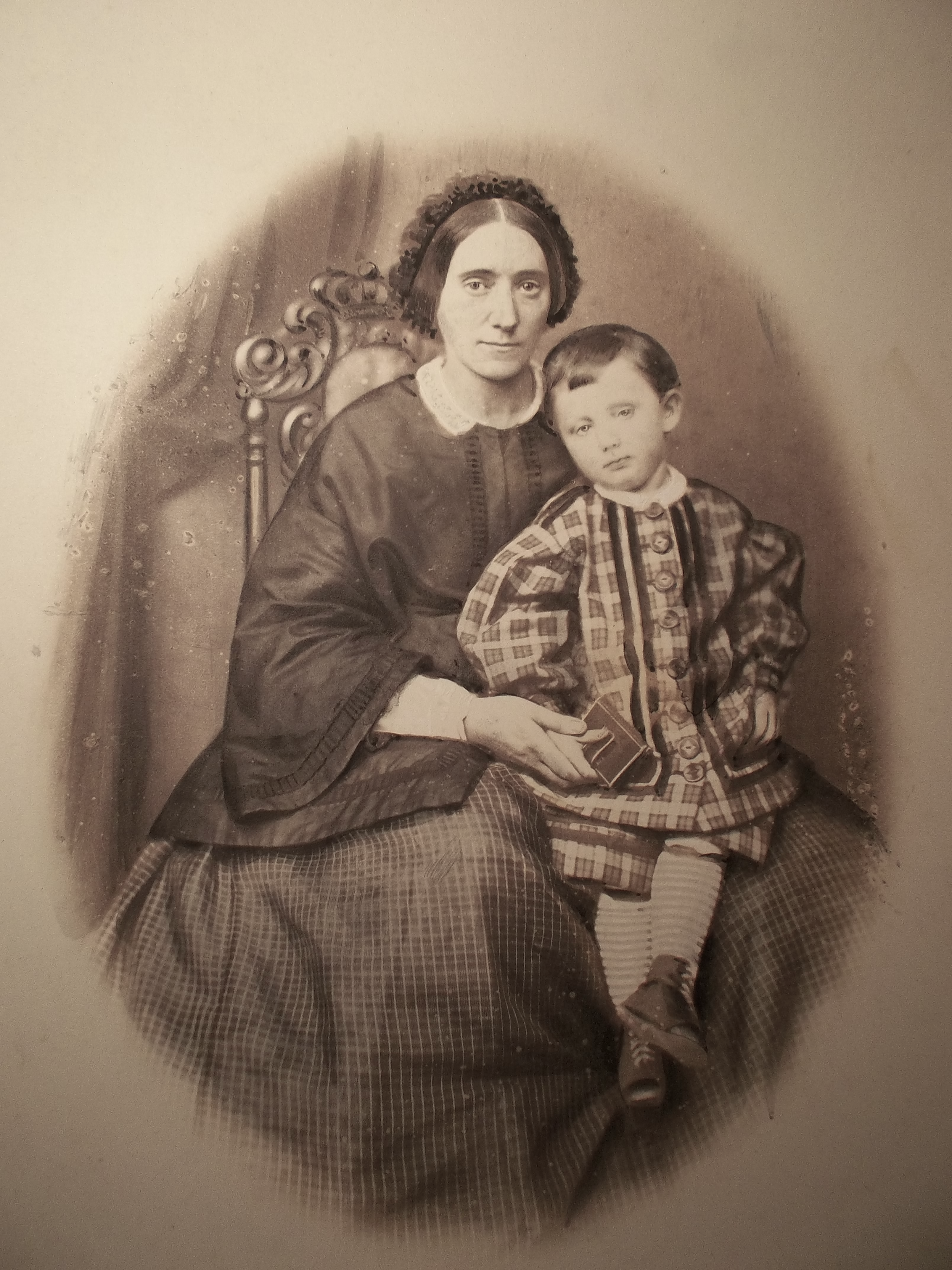
Minna Witting mit Sohn Alexander (1864 in Hamburg)

Minna Japha wuchs als dritte Tochter des Hamburger Kaufmanns Johann Gottlieb Japha (1796–1872) und dessen Ehefrau Louisa, geborene Japha (1797–1882), in Hamburg auf. Ihre Geschwister waren Caroline Emilie, später verheiratete Schlesinger (1825–1910), Louise, später verheiratet mit Wilhelm Langhans (1826–1910), Henriette, später verheiratete Kleimann (1829–1866), Martin Siegfried (1833–?) und Meta (1836–1918), später verheiratet mit George Japha (1834–1916).
Minna Japha war Schülerin bei Carl Gottfried Eybe und bei Karl Ferdinand Sohn in Düsseldorf, wohin sie im November 1852 mit ihrer Schwester Louise, einer Pianistin und Komponistin, auf Einladung Clara Schumanns gezogen war. Ebenfalls war Minna mit dem jungen Johannes Brahms bekannt, der sie öfters in ihrem Atelier besuchte und der den Schwestern das 1853 veröffentlichte Opus Sechs Gesänge für eine Sopran- oder Tenorstimme mit Begleitung des Pianoforte (op. 6) widmete. Nachdem sie wieder in Hamburg gelebt hatte, war sie nach ihrer Heirat am 30. September 1860 mit dem Komponisten Carl Witting eine Weile in Glogau tätig, bevor ihr Mann 1861 als Dirigent der Symphoniecapelle nach Dresden berufen wurde. Aus ihrer Ehe gingen fünf Kinder hervor, darunter der Mathematiker Alexander Witting, die Sängerin Agnes Witting und der Maler Walther Witting.
Als Malerin trat sie hauptsächlich durch Frauenbildnisse in Erscheinung. 1854 kaufte der Kunstverein Hamburg ihr Bild Mädchen am Brunnen an. Im Frühjahr 1858 war sie auf der 5. Kunstausstellung des Kunstvereins Bremen vertreten.